# Хосе Франсіско Моліна
Хосе Франсіско Моліна Хіменес (ісп. José Francisco Molina Jiménez, нар. 8 серпня 1970, Валенсія, Іспанія) — колишній іспанський футболіст, що грав на позиції воротаря. По завершенні ігрової кар'єри — тренер. З 2016 року очолює тренерський штаб індійського клубу «Атлетіко».
Виступав, зокрема, за клуби «Атлетіко» та «Депортіво», а також національну збірну Іспанії.
Чемпіон Іспанії. Дворазовий володар Кубка Іспанії з футболу. Дворазовий володар Суперкубка Іспанії з футболу.

## Клубна кар'єра
У дорослому футболі дебютував 1992 року виступами за команду клубу «Валенсія Месталья», в якій провів два сезони, взявши участь у 18 матчах чемпіонату.
Згодом з 1993 по 1995 рік грав у складі команд клубів «Вільярреал» та «Альбасете».
Своєю грою за останню команду привернув увагу представників тренерського штабу клубу «Атлетіко», до складу якого приєднався 1995 року. Відіграв за мадридський клуб наступні п'ять сезонів своєї ігрової кар'єри. Більшість часу, проведеного у складі «Атлетіко», був основним голкіпером команди.
2000 року уклав контракт з клубом «Депортіво», у складі якого провів наступні шість років своєї кар'єри гравця. Граючи у складі «Депортіво» також здебільшого виходив на поле в основному складі команди.
Завершив професійну ігрову кар'єру у клубі «Леванте», за команду якого виступав протягом 2006—2007 років.

## Виступи за збірну
1996 року дебютував в офіційних матчах у складі національної збірної Іспанії. Протягом кар'єри у національній команді, яка тривала 5 років, провів у формі головної команди країни лише 9 матчів. Здебільшого ж був дублером провідних іспанських голкіперів 1990-х Андоні Субісаррети та Сантьяго Каньїсареса.
У складі збірної був учасником чемпіонату Європи 1996 року в Англії, чемпіонату світу 1998 року у Франції, чемпіонату Європи 2000 року у Бельгії та Нідерландах.

## Кар'єра тренера
Розпочав тренерську кар'єру невдовзі по завершенні кар'єри гравця, 2009 року, очоливши тренерський штаб третьої команди «Вільярреала», де пропрацював з 2009 по 2011 рік.
2011 року став головним тренером команди «Вільярреал Б», а пізніше того ж року очолив головну команду «Вільярреала», тренував вільярреальський клуб лише один рік.
Протягом тренерської кар'єри також очолював команди «Хетафе Б» та гонконзького «Кітчі».
У 2016 році очолював тренерський штаб індійської команди «Атлетіко» (Колката).

## Досягнення

### Як гравця
- Чемпіон Іспанії:

«Атлетіко Мадрид»: 1995–1996
- Володар Кубка Іспанії:

«Атлетіко Мадрид»: 1995–96
«Депортіво» (Ла-Корунья): 2001–02
- Володар Суперкубка Іспанії:

«Депортіво» (Ла-Корунья): 2000, 2002

### Як тренера
- Чемпіон Гонконгу:

«Кітчі»: 2014-15
- Володар Кубка Гонконгу:

«Кітчі»: 2014–15
- Володар Кубка гонконзької ліги:

«Кітчі»: 2014–15
- Чемпіон Індії:

«Атлетіко» (Калькутта): 2016

### Особисті
- Трофей Самори: 1995—1996